# Sphaerodactylus kirbyi
Sphaerodactylus kirbyi är en ödleart som beskrevs av  James D. Lazell, Jr. 1994. Sphaerodactylus kirbyi ingår i släktet Sphaerodactylus och familjen geckoödlor. IUCN kategoriserar arten globalt som sårbar. Inga underarter finns listade i Catalogue of Life.